# Marynarz słodkich wód
Marynarz słodkich wód (ang. Steamboat Bill, Jr.) – amerykański film niemy z 1928 w reżyserii Bustera Keatona i Charlesa Reisnera.